# 前斜角筋
前斜角筋（ぜんしゃかくきん、英語: scalenus anterior muscle）は頚部の筋肉のうち、頚堆の横突起から肋骨に伸びる筋肉である。繋がっている肋骨を上方に引く作用を持つ。
前斜角筋の起始は、第三～第六頚堆の横突起から起こり、第一、第二肋骨に停止する。また、前斜角筋と中斜角筋で斜角筋隙をつくっている。